# Versão alfa
A versão alpha de um produto (popularmente chamada de apenas alfa) é normalmente definida quando este produto já foi concluído e está pronto para uso (geralmente é uma aplicação computacional da área de informática). Mas só os programadores envolvidos têm acesso, e não ao publico em geral. Porém, os usuários que serão beneficiados com o software poderão testar o sistema em um ambiente controlado nas instalações do desenvolvedor, caracterizando o processo denominado versão alpha

## Origem
O nome alfa deriva de uma letra do alfabeto grego e naquele sistema numeral tem valor 1. Por isso que esta versão pode ser considerada a primeira fase de um software, ou seja, os primeiros passos.